# Jürgenstorf
Jürgenstorf là một đô thị thuộc huyện Mecklenburgische Seenplatte (trước thuộc Vorpommern-Greifswald (trước thuộc Demmin)), bang Mecklenburg-Vorpommern, Đức. Đô thị Jürgenstorf có diện tích 22,36 km², dân số thời điểm ngày 31 tháng 12 năm 2008 là 1086 người. Mã bưu chính ( Postal Code) nơi đây là 17153